# Badger (Engeland)
Badger is een civil parish in het bestuurlijke gebied Shropshire, in het Engelse graafschap Shropshire.